# Тихе (Васильківська селищна громада)
Тихе (до 1 квітня 2016 — Кі́ровське) — село у Синельниківському районі Дніпропетровської області. Входить до складу Васильківської селищної громади. Населення становить 9 осіб. До 2018 року орган місцевого самоврядування — Письменська селищна рада.

## Історія
12 червня 2020 року, відповідно до розпорядження Кабінету Міністрів України № 709-р від «Про визначення адміністративних центрів та затвердження територій територіальних громад Дніпропетровської області», увійшло до складу Васильківської селищної громади.
19 липня 2020 року, в результаті адміністративно-територіальної реформи і ліквідації Васильківського району, село увійшло до складу новоутвореного Синельниківського району.

## Географія
Село Тихе розташоване на південно-західній частині Синельниківського району за 2 км від правого берега річки Соломчина. На півдні межує з селом Новогригорівка, на сході з селом Самарське та на заході з селом Рубанівське.